# Tithonia diversifolia
Tithonia diversifolia  (conocido como botón de oro) es una especie de plantas con flores de la familia Asteraceae que comúnmente es conocida como árbol maravilla, falso girasol, quil amargo, tornasol mexicano, girasol mexicano, margaritona, árnica de la tierra, girasol japonés o crisantemo de Nitobe o también llamado Botón de Oro. 

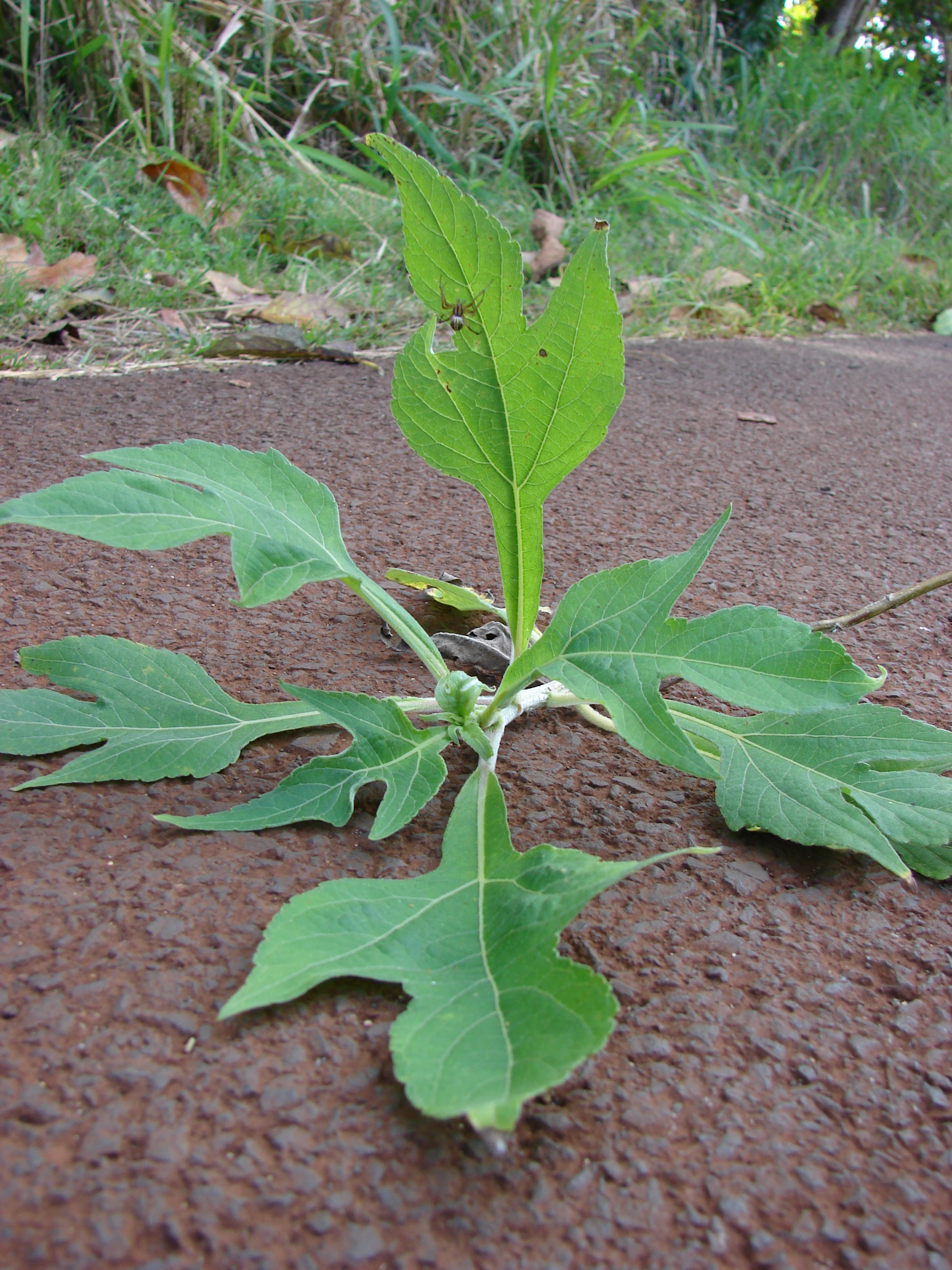
Vista de la planta

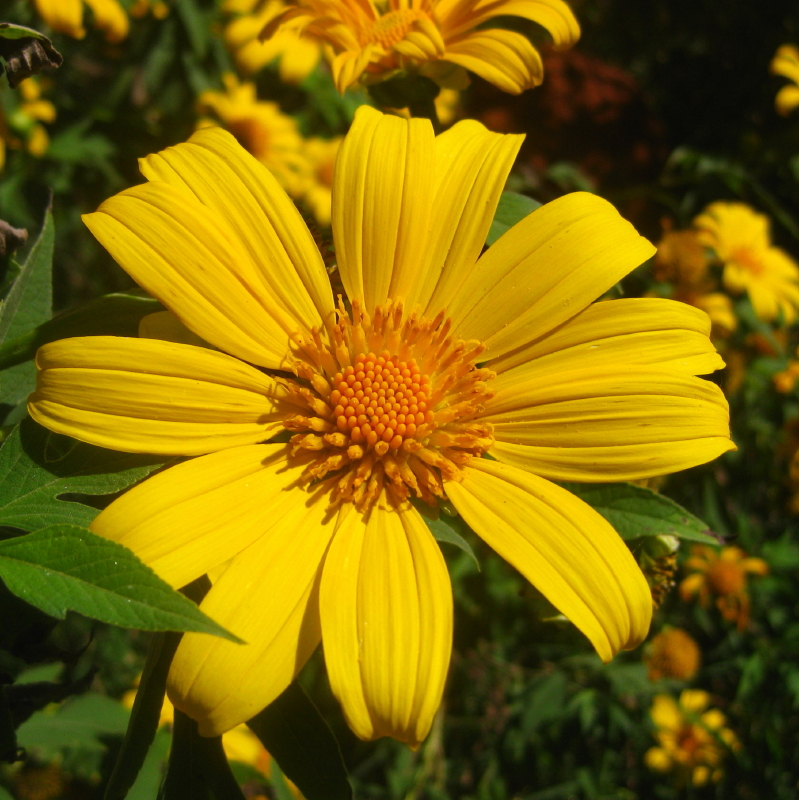
Detalle de la flor

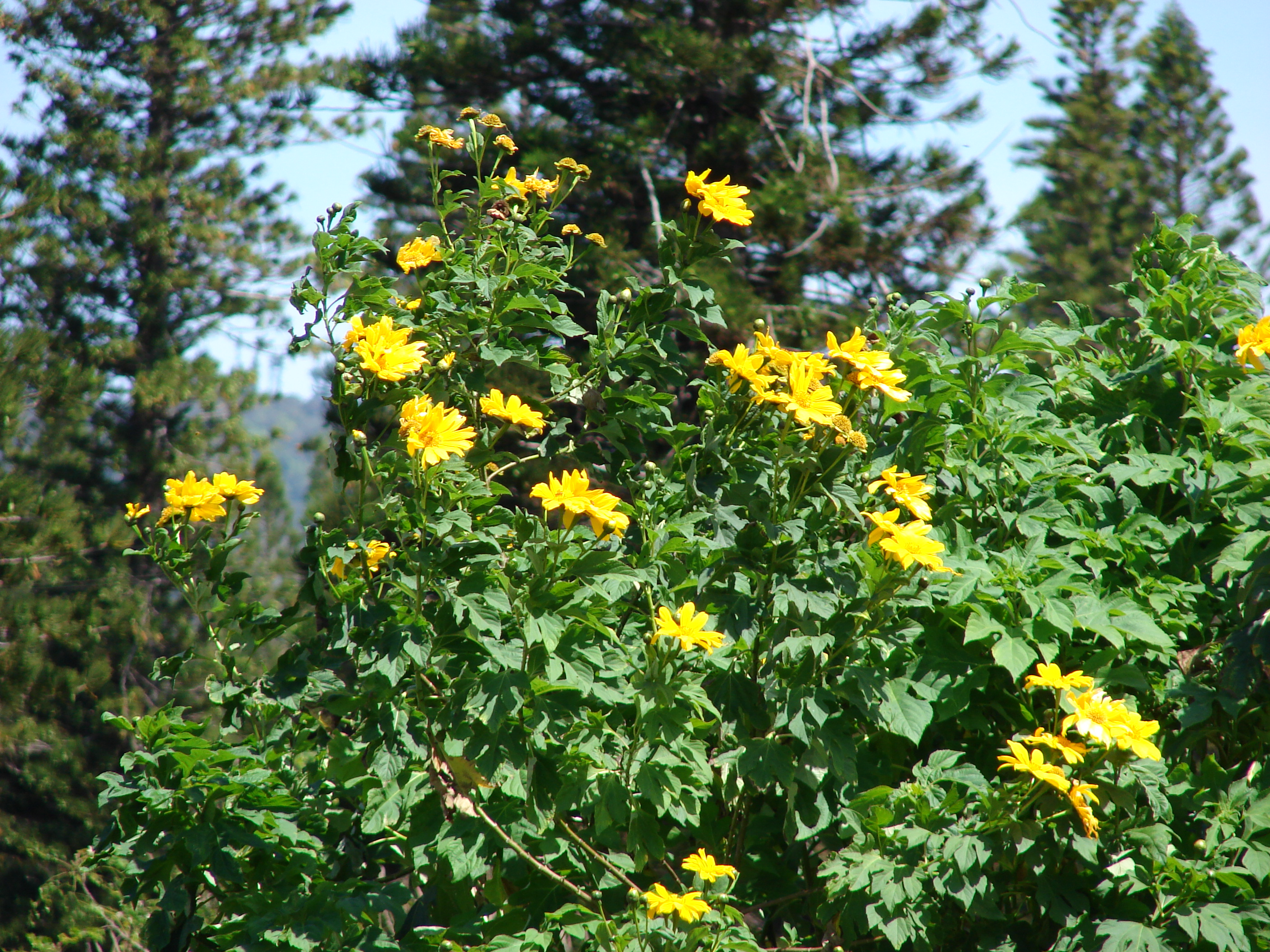
En su hábitat

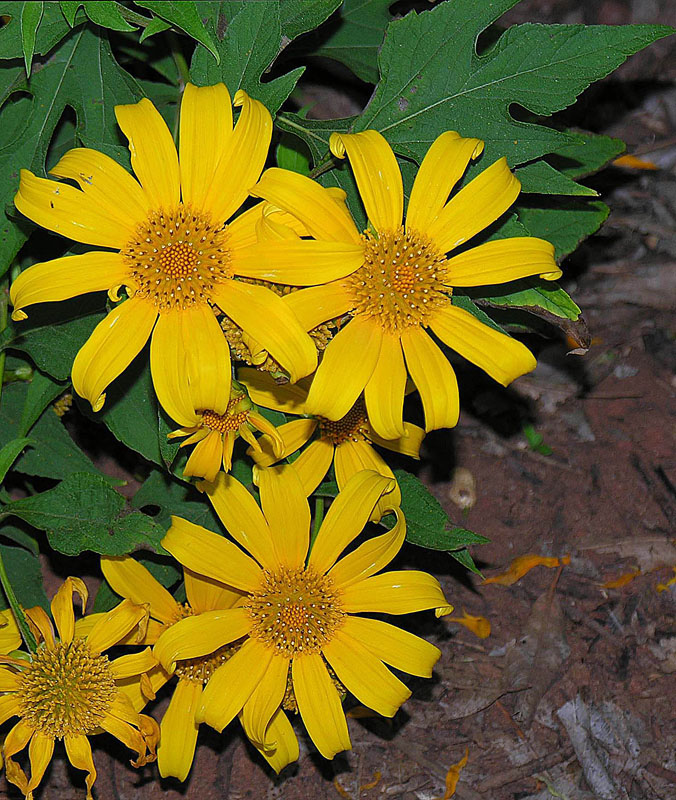
Flores

## Nombres comunes
- Español: botón de oro, árbol maravilla, falso girasol, quil amargo, tornasol mexicano, girasol mexicano, margaritona, árnica de la tierra, girasol japonés o crisantemo de Nitobe. En México se le conoce como chilicate[1] y tanchiche[2].

## Descripción
Son hierbas perennes, erectas, 1–4 m de alto; tallos evidentemente acostillados y canaliculados, casi glabros. Hojas superiores reducidas y sin lobos, las restantes 3-lobadas, 15 (–20) cm de largo y hasta 12 cm de ancho; pecíolos inferiores auriculado-abrazadores en la base, los superiores cortos y poco definidos. Pedúnculos 10–15 cm de largo; filarias en ca 4 series, todas o la mayoría ampliamente redondeadas, estriadas, casi completamente glabras; páleas 10–13 mm de largo, ápice terminando en una punta fuerte, no conspicuamente exertas; flósculos del radio 7–14, las lígulas lineares, 40 (69) mm de largo, amarillas; flósculos del disco 80–120. Aquenios 5–6 mm de largo, puberulentos; vilano de escamitas fimbriadas fusionadas y 2 escamas aristadas en los ángulos marginales.

## Distribución
Es nativo de América Central pero es casi pantropical en su distribución como especie introducida. Dependiendo del área pudiera ser planta anual o planta perenne, es de tallos con nervaduras leñosas y de flores anaranjadas.

## Simbolismo y usos
- En Japón, hacia el fin de la Era Meiji, fueron importadas como plantas ornamentales aunque también fueron cultivadas en el país. Por su sabor amargo, fueron introducidad para inducir a la fiebre como ayuda contra el envenenamiento, aunque no empleada en forma directa como medicina. Hay una historia que dice que fueron introducidas en Japón por Inazō Nitobe, de ahí que en el idioma japonés se le llame crisantemo de  Nitobe (ニトベギク; Nitobegiku).

- Son vendidas como fitoterapia en ciertos mercados en Taiwán.
- Es la flor que representa a la Provincia de Mae Hong Son, Tailandia.
- Es símbolo no oficial de Đà Lạt, Vietnam.
- En América del Sur. Granjeros del Medio rural cultivan esta planta con el fin de usarla como alimento para los animales de granja cómo las Gallinas, el Cerdo y las Vacas

## Propiedades
Esta planta es frecuentemente utilizada para curar granos, llagas y heridas, en los estados costeños de Chiapas, Guerrero y Veracruz. Además, se le emplea contra otras afecciones de la piel, como sarna, barros, espinillas, para quitar la comezón. Se le ocupa también contra padecimientos de carácter respiratorio como tos, asma y bronquitis.
Se usa igualmente para tratar los golpes, la calentura, los calambres y las hinchazones. Además, se refiere que funciona como antiséptico. En Paraguay se lo recomienda para la diabetes y para disminuir el colesterol.
Historia
Narciso Souza, en el siglo XX comenta que "sus hojas en maceración alcohólica son utilizadas como las de la verdadera árnica".
Química
En las partes aéreas de T. diversifolia se han detectado los sesquiterpenos togimín A, C y F, y tirotundín; y el flavonoide hispidín. También se han detectado la presencia de sesquiterpenlactonas.

## Taxonomía
Tithonia diversifolia fue descrito por (Hemsl.) A.Gray y publicado en Proceedings of the American Academy of Arts and Sciences 19(1): 5. 1884[1883].
Sinonimia
- Helianthus quinquelobus Sessé & Moc.
- Mirasolia diversifolia Hemsl.
- Tithonia diversifolia subsp. diversifolia
- Tithonia diversifolia var. diversifolia
- Tithonia diversifolia var. glabriuscula S.F.Blake
- Urbanisol tagetiflora var. diversifolius (Hemsl.) Kuntze
- Urbanisol tagetiflora var. flavus Kuntze
- Urbanisol tagetiflora f. grandiflorus Kuntze
- Urbanisol tagetifolius f. grandiflorus Kuntze[7]